# 低カルシウム血症
低カルシウム血症（ていかるしうむけっしょう、英:hypocalcemia）とは、何らかの原因によって血漿中のカルシウムイオン濃度が生体に必要とされる値よりも低下した状態のことである。

## 臨床
副甲状腺機能低下症、偽性副甲状腺機能低下症、ビタミンD欠乏症と依存症、腎疾患（重金属中毒）等を原因として発症する。
例えば、カルシウムイオンの骨や腎臓からの再吸収減少、消化管からの吸収減少、血清カルシウムのキレート化現象などにより起こる。血漿中のカルシウムイオン濃度の低下は神経や筋肉の興奮性を増加させるため反射の亢進、強直性痙攣、テタニー、身体症状としてトルソー徴候（上腕をマンシェットで圧迫し血流を遮断することで助産師手位が出現）、クヴォステク徴候（顔面神経を叩打することで上唇に筋緊張が出現）、ルスト徴候（腓骨神経を腓骨頭後方で叩打することで足の背屈が起こる）などが認められる。低カルシウム血症が持続すると副甲状腺の主細胞の過形成による続発性副甲状腺機能亢進症が生じる。

## 治療
原疾患の治療と並行しビタミンDあるいはカルシウム製剤の投与を行う事が有る。